# Amal Bedjaoui
Amal Bedjaoui (en arabe : أمل بجاوي), née à Alger le 27 juillet 1963, est une réalisatrice, scénariste, documentariste et productrice algérienne de cinéma.

## Biographie
Amal Bedjaoui suit sa formation cinématographique à l'Université de New York et obtient un diplôme en 1985 de l’IDHEC et un DEA de Cinéma à l’Université de Paris I en 1987. 
Amal Bedjaoui a été stagiaire et assistante réalisatrice sur des longs métrages cinématographique avec notamment Alain Resnais, Ben Lewin, Gérard Oury, Nadine Trintignant et Ariel Zeitoun, ainsi que stagiaire réalisation-préparation recherches sur le film Van Gogh pour Maurice Pialat en 1991. 
Elle a été assistante à la mise en scène au théâtre auprès de Béatrice Houplain.
Amal Bedjaoui a été directrice de production sur divers courts métrages et pour le long métrage "What I Have Written" du réalisateur et documentariste australien John Hughes (film présenté en compétition Festival de Berlin, 1996).
En 1995, son film, Shoot me Angel obtient le Prix Panorama au Festival international du film de Berlin en 1996.
Elle réalise Un fils, son premier moyen métrage de 58 minutes sorti en salles en 2004. Après avoir été sélectionné au 60ème Festival international du Film de Venise dans la sélection Nouveaux Territoires, le film obtient la mention spéciale du jury au Festival International Méditerranéen de Rome en 2006 et le Prix à la qualité CNC.
Elle est la fille de l'homme d’État algérien Mohammed Bedjaoui et de Leïla Francis, nièce du Docteur Ahmed Francis, Ministre des Finances du GPRA (Gouvernement provisoire de la République algérienne), négociateur des accords d'Evian, et Ministre des Finances de 1962 à 1963.

## Filmographie
- 1993 : Une vue imprenable, court-métrage, avec Anne Alvaro et Laura Morante. Fiction / 14' / Diffusions France 3 - TV 10 Angers Festivals: Clermont-Ferrand / Göteborg / Aix en Provence / Montréal / Tucson / Sedona / SydneyDVD "courts mais lesbiens - volume 2".
- 1995 : Shoot me Angel, court-métrage, avec Isabelle Pichaud, Peggy Ngo Yanga. Fiction / 9' / Diffusion CINE CINEMA - PINK TV Festivals: Tampere / Palm Springs / Telluride / Albany/New York / Valladolid / New York/ Avignon - Sorties salles : MK2 Beaubourg - 1ère partie des films d'Atom EGOYAN "Exotica" et "The Adjuster" Gaumont Les Halles, programme courts Moving Seduction Ecran d'Argent Distribution DVD: "courts mais lesbiens, volume 2", Edition Antiprod / Edition Salzberger, AllemagnePrix Panorama - NY Film Academy Scholarship - Festival International du Film de Berlin 1996
- 1999 : Suite saturnienne, court-métrage documentaire autour du peintre Claire Pichaud[5] et de son exposition au musée des beaux-arts de Caen
- 2003 : Un fils, moyen-métrage (58 min), avec Mohamed Hicham, Hammou Graïa, Isabelle Pichaud, Aurélien Recoing et Olivier Rabourdin. Fiction / 58' / Diffusions : ARTE - ZDF 3SAT - PINK TV - Festival Entrevues de Belfort (compétition officielle long-métrage) Festivals : Montréal / Cork / Montpellier / Amiens / Göteborg / Onde Méditerranée / Créteil (Coup de Cœur de Dominique Blanc) / Clermont-Ferrand / Cinéma Français de Hong Kong / Gay et Lesbien : Paris, Londres, New-York, Toronto, Philadelphie, Istambul, Zurich, Bruxelles - Programmation ACID à Cannes Programmation Forum des Images, Premiers FilmsSortie salles France le 25-08-04 : MK2 Beaubourg, 7 Parnassiens, CNP Lyon, Utopia Toulouse & Bordeaux. DVD: Edition Optimale, France / Edition Salzberger, Allemagne.
- 2006 : Antigone d'Alger, projet de long-métrage
- 2012 : L'Accident, documentaire
- 2012 : Si rien ne bouge, long-métrage, avec Gérard Depardieu et Stanislas Merhar[6] (en projet)
- 2012 : Le Mal de mer, long-métrage d'après le roman de l'écrivaine Marie Darrieussecq (en projet), Editions P.O.L 1999). Écrit en collaboration avec Robin Campillo et Isabelle Pichaud.
- 2024-2025 : Sans titre, écriture en cours d'un scénario de long-métrage